# Canal 7 (San Fernando del Valle de Catamarca)
El Canal 7 de Catamarca, conocido como Catamarca TV es un canal de televisión abierta argentino que transmite desde la ciudad de San Fernando del Valle de Catamarca. El canal se llega a ver en parte de la Provincia de Catamarca y zonas aledañas. Es operado por el Gobierno de la Provincia de Catamarca a través de la empresa pública Catamarca Radio y Televisión Sociedad del Estado.

## Historia
La licencia inició sus transmisiones regulares el 24 de junio de 1985, el canal funcionaba en el 5° piso de las instalaciones en Galería Raiden.
El 10 de diciembre de 1986, la legislatura catamarqueña sancionó la Ley 4420, que autorizó al Poder Ejecutivo (mediante el Decreto Provincial 3066) a constituir la empresa «Catamarca Televisora Color Sociedad de Economía Mixta (CTC)», la cual tenía como objetivo explotar la licencia de televisión; sin embargo, se emitía en el canal 6 en las instalaciones del Red Star Basketball Club.
En noviembre de 1987, el entonces gobernador Vicente Saadi, ordenó tomar por la fuerza el Canal 11, la repetidora que tenía Canal 12 de Córdoba en la Sierra de Ancasti. La toma ocurrió el 12 del mismo mes; la estación repetidora fue utilizada para emitir durante la noche la programación de la emisora pública. La intervención de la frecuencia provocó un conflicto entre Gobierno catamarqueño y Telecor, licenciataria de la emisora cordobesa. En 1989, CTC había dejado de emitir programación. En 1990, el gobierno catamarqueño (en ese entonces bajo la gestión de Ramón Saadi) y Telecor sellaron un acuerdo (el cual fue ratificado mediante el Decreto Provincial 2082/90) en el cual el primero reconocía al segundo el uso de la frecuencia del Canal 11 y los inmuebles que se utilizaban para retransmitir la señal de Canal 12 de Córdoba. Además, se acordó que la provincia se hacía cargo de los gastos causados por el litigio.
En 1991, volvió al aire desde las mismas instalaciones, a través de la señal del Canal 9 de La Rioja.
En 1994, se gestionó la señal del Canal 6 que en ese entonces no contaba con programación. Se hizo un intento con la cadena ATC (hoy Televisión Pública) para retransmitir la señal y se pasa a ser cabecera del canal provincial para el Valle Central.
En 2004, el canal se emitía en las instalaciones del ex Hospital San Juan Bautista y pasó a la actual frecuencia del Canal 7.
En 2011, mediante un Decreto Provincial, el Poder Ejecutivo autorizó a constituir la empresa «Catamarca Radio y Televisión Sociedad del Estado».
El 24 de junio de 2011, la Autoridad Federal de Servicios de Comunicación Audiovisual, mediante la Resolución 689, le asignó al Gobierno de la Provincia de Catamarca el Canal 30 en la banda de UHF para emitir en la Televisión Digital Terrestre.
En 2012, comenzó la construcción de las actuales instalaciones y el 17 de mayo de ese año, se presentó el proyecto del canal en el 8° Encuentro Nacional de la TV Pública realizado en la Ciudad Autónoma de Buenos Aires.
El 18 de julio de 2012, la Autoridad Federal de Servicios de Comunicación Audiovisual, mediante la Resolución 984, adjudicó al Gobierno de la Provincia de Catamarca una licencia para explotar la frecuencia del Canal 7 de la ciudad de San Fernando del Valle de Catamarca, capital de la provincia homónima.
El 24 de julio de 2012, recibió la licencia oficial que autorizó al gobierno provincial a prestar un servicio de televisión abierta a la Provincia de Catamarca.
La licencia inició sus transmisiones regulares el 24 de abril de 2014 como LRK 471 TV Canal 7 de San Fernando del Valle de Catamarca.
A partir del 25 de agosto de 2023, el canal comenzó oficialmente a emitir su señal en la TDA, cubriendo la ciudad de San Fernando del Valle de Catamarca y alrededores, haciendo uso del canal 27.2.

## Programación
Actualmente, parte de la programación del canal consiste en retransmitir los contenidos del Canal 7 de Buenos Aires y el canal público Encuentro.
La señal también posee programación local, entre los que se destacan El noticiero (que es el servicio informativo del canal), Amanece (magazine matutino que también se emite por radio), Abrimos hilo! (interés general) y Folklore Marca Registrada (programa folklórico).

## El noticiero
Es el servicio informativo del canal con principal enfoque a la Provincia de Catamarca. Actualmente, posee una única edición que se emite de lunes a viernes a las 20:00.